# Suède au Concours Eurovision de la chanson 2011
La Suède a participé au Concours Eurovision de la chanson 2011. Le Melodifestivalen permet de sélectionner le candidat au Concours. Lors de cette sélection nationale, Eric Saade a été désigné par les votes des téléspectateurs et du jury. Il a donc représenté la Suède au Concours Eurovision de la chanson 2011.

## Format
Le format du concours est le même que celui de l'année précédente, c'est-à-dire le même format depuis 2002. 32 chansons seront réparties dans 4 demi-finales. Les votes des téléspectateurs permettent aux deux premiers artistes de chaque demi-finale de se qualifier directement pour la finale, tandis que les deux artistes suivants (les 3e et les 4e) de chaque demi-finale doivent participer à l'épreuve de rattrapage (Andra Chansen). Lors de cette épreuve de rattrapage, huit artistes doivent "s'affronter" en duels pour essayer de décrocher les deux derniers tickets restants pour la qualification en finale. Lors de la finale, 10 artistes y participent et tentent de gagner le concours, afin de représenter la Suède au Concours Eurovision de la chanson 2011 qui se tient à Düsseldorf en Allemagne. Le système de votes est le même que celui du Concours Eurovision de la chanson, le 50-50 (50 % votes du public et 50 % votes du jury), les jurys du Melodifestivalen 2011 sont composés comme l'année précédente de 6 jurys européens et de 5 suédois.
L'année précédente, les 32 chansons furent choisies par un panel de jury et la Sveriges Television, la chaîne organisatrice du concours. 27 chansons furent choisies par le panel et 4 par la Sveriges Television pour diversifier le genre musical du concours et une chanson par les internautes grâce au système du Webbjokern dans lequel des internautes peuvent envoyer leurs chansons à la Sveriges Television et prétendre à une participation au Melodifestivalen.
Cette année, le principe change, seulement 15 chansons sont choisies par le jury et les 15 autres sont choisies par la SVT (Sveriges Television) et cette année, deux artistes provenant du Webbjokern peuvent participer au concours et peut-être prétendre à la victoire du concours.
Depuis le 11 octobre, les votes pour déterminer les deux vainqueurs du Webbjokern ont commencé. Les cinq artistes ayant eu le plus de votes participent à un concours qui a lieu le 8 novembre à Stockholm et dans lequel les deux vainqueurs du Webbjokern sont déclarés.
D'autres changements ont été introduits, notamment pour les auteurs-compositeurs car pour la première fois, les auteurs-compositeurs non-suédois peuvent envoyer leurs chansons, mais il devra y figurer au moins un auteur-compositeur suédois. Et les artistes peuvent désormais interpréter leurs chansons avec un seul instrument sur scène.
Le 22 septembre, la Sveriges Television a annoncé que 3852 chansons ont été envoyées à la chaîne, ce qui constitue un record. 424 chansons participent au Webbjokern.

### Calendrier
| Date       | Ville     | Lieu                  | Manche                                |
| ---------- | --------- | --------------------- | ------------------------------------- |
| 8 novembre | Stockholm | Golden Hits           | Finale du Webbjokern                  |
| 5 février  | Luleå     | Coop Norrbotten Arena | Demi-finale 1                         |
| 12 février | Göteborg  | Scandinavium          | Demi-finale 2                         |
| 19 février | Linköping | Cloetta Center        | Demi-finale 3                         |
| 26 février | Malmö     | Malmö Arena           | Demi-finale 4                         |
| 5 mars     | Sundsvall | Nordichallen          | Andra chansen (Épreuve de rattrapage) |
| 12 mars    | Stockholm | Ericsson Globe        | Finale                                |

## Participants
Le jury qui a choisi les 15 artistes qui participent au Melodifestivalen a été sélectionné à la fin du mois de septembre 2010. Les 15 artistes choisis par la SVT (Sveriges Television) sont annoncés durant l'automne 2010. Et les deux Webbjokern sont désignés le 8 novembre suivant. Le 7 octobre, la Sveriges Television a annoncé les quatre premiers artistes qui participent au concours Melodifestivalen 2011 et le 19 octobre, ils (SVT) ont annoncé les noms de huit autres artistes. Le 1er novembre, la Sveriges Television a annoncé la participation de l'artiste Babsan avec sa chanson "Ge mig en spanjor". Mais personne ne sait à ce moment-là si cette chanson a été désignée par le panel de jury ou par la chaîne organisatrice du concours, la Sveriges Television (SVT).

### Joker du Web
La finale eut lieu le 8 novembre 2010. 2 chansons se qualifient pour les demi-finales du Melodifestivalen.
| #             | Artiste               | Chanson | Langue                              | Compositeur(s) |
| ------------- | --------------------- | ------- | ----------------------------------- | -------------- |
| Billy         | "Tusen nätter"        | Suédois | Daniel Wollbratt                    | Éliminé        |
| Julia Alvgard | "Better or worse"     | Anglais | Manne Hjelm, Ola Holstad, Joar Lenz | Qualifiée      |
| Anton & Dejo  | "I Wanna Be With You" | Anglais | Dennis Andersson, Anton Dahlrot     | Éliminé        |
| Engla         | "Don't stop"          | Anglais | Sargon Jakob                        | Éliminé        |
| Jonas Matsson | "On my own"           | Anglais | Peter Autio, Sari Autio Olsson      | Qualifiée      |

Jonas Matsson et Julia Alvgard se sont qualifiés pour le concours Melodifestivalen 2011. Donc voici leur parcours dans le concours :
| Artiste       | Chanson           | Demi-finale | Résultats          |
| ------------- | ----------------- | ----------- | ------------------ |
| Jonas Matsson | "On my own"       | Luleå       | Éliminé – 7e place |
| Julia Alvgard | "Better or worse" | Malmö       | Éliminé – 6e place |

## Demi-finale

### Demi-Finale 1
La première demi-finale a lieu au Coop Norrbotten Arena le 5 février 2011 à Luleå.
| # | Artiste            | Chanson                  | Parolier (p) / Compositeur (c)                                 | Votes    | Votes    | Place | Resultats            |
| # | Artiste            | Chanson                  | Parolier (p) / Compositeur (c)                                 | Manche 1 | Manche 2 | Place | Resultats            |
| - | ------------------ | ------------------------ | -------------------------------------------------------------- | -------- | -------- | ----- | -------------------- |
| 1 | Dilba              | "Try Again"              | Niklas Pettersson, Linda Sonnvik                               | 9 256    | —        | 8e    | Éliminé              |
| 2 | Swingfly           | "Me and My Drum"         | Teron Beal, Patrik Magnusson, Johan Ramström                   | 25 634   | 42 104   | 2e    | Finale               |
| 3 | Jenny Silver       | "Something In Your Eyes" | Erik Bernholm, Thomas G:son, Henrik Sethsson                   | 27 017   | 37 262   | 3e    | Andra Chansen        |
| 4 | Jonas Matsson      | "On my own"              | Peter Autio, Sari Autio Olsson                                 | 10 860   | —        | 7e    | Éliminé Web Wildcard |
| 5 | Le Kid             | "Oh My God"              | Märta Grauers, Anton Malmborg Hård af Segerstad, Felix Persson | 16 512   | 16 459   | 5e    | Éliminé              |
| 6 | Rasmus Viberg      | "Social Butterfly"       | Amir Aly, Henrik Wikström                                      | 15 151   | —        | 6e    | Éliminé              |
| 7 | Pernilla Andersson | "Desperados"             | Pernilla Andersson (c & p)                                     | 27 840   | 30 724   | 4e    | Andra Chansen        |
| 8 | Danny Saucedo      | "In the Club"            | Figge Boström, Peter Boström, Danny Saucedo                    | 60 872   | —        | 1er   | Finale               |

### Demi-Finale 2
La deuxième demi-finale se déroule au Scandinavium le 12 février 2011 à Göteborg.
| # | Artiste              | Chanson                   | Parolier (p) / Compositeur (c)                              | Votes    | Votes    | Place | Resultats     |
| # | Artiste              | Chanson                   | Parolier (p) / Compositeur (c)                              | Manche 1 | Manche 2 | Place | Resultats     |
| - | -------------------- | ------------------------- | ----------------------------------------------------------- | -------- | -------- | ----- | ------------- |
| 1 | Brolle               | "7 Days And 7 Nights"     | Brolle (Kjell Junior Wallmark) (c & p)                      | 39 319   | 72 737   | 2e    | Finale        |
| 2 | Loreen               | "My Heart is Refusing Me" | Moh Denebi, Björn Djupström, Loreen                         | 19 749   | 31 034   | 4e    | Andra Chansen |
| 3 | Babsan               | "Ge mig en spanjor"       | Larry Forsberg, Sven-Inge Sjöberg, Lennart Wastesson        | 14 642   | —        | 7e    | Éliminé       |
| 4 | Elisabeth Andreassen | "Vaken i en dröm"         | Lars "Dille" Diedricson, Calle Kindbom, Kristian Wejshag    | 13 010   | —        | 8e    | Éliminé       |
| 5 | Sanna Nielsen        | "I'm in Love"             | Bobby Ljunggren, Thomas G:son, Irini Michas, Peter Boström  | 43 524   | —        | 1er   | Finale        |
| 6 | The Moniker          | "Oh My God!"              | Daniel Karlsson (c & p)                                     | 28 624   | 37 631   | 3e    | Andra Chansen |
| 7 | Anniela              | "Elektrisk"               | Johan Alkenäs, Tim Larsson, Tobias Lundgren, Johan Fransson | 15 948   | —        | 6e    | Éliminé       |
| 8 | Christian Walz       | "Like Suicide"            | Fernando Fuentes, Henrik Janson, Tony Nilsson               | 26 951   | 28 242   | 5e    | Éliminé       |

### Demi-Finale 3
La troisième demi-finale a lieu au Cloetta Center le 19 février 2011 à Linköping.
| # | Artiste          | Chanson                    | Parolier (p) / Compositeur (m)                                          | Votes    | Votes    | Place | Resultats     |
| # | Artiste          | Chanson                    | Parolier (p) / Compositeur (m)                                          | Manche 1 | Manche 2 | Place | Resultats     |
| - | ---------------- | -------------------------- | ----------------------------------------------------------------------- | -------- | -------- | ----- | ------------- |
| 1 | Linda Sundblad   | "Lucky You"                | Linda Sundblad, Johan Bobäck, Fredrik Thomander, Anders "Gary" Wikström | 10 701   | —        | 6e    | Éliminé       |
| 2 | Simon Forsberg   | "Tid att andas"            | Fredrik Kempe (c & p)                                                   | 8 339    | —        | 8e    | Éliminé       |
| 3 | Sara Lumholdt    | "Enemy"                    | Niclas Lundin, Anton Malmberg Hård af Segerstad                         | 8 689    | —        | 7e    | Éliminé       |
| 4 | The Playtones    | "The King"                 | Fredrik Kempe, Peter Kvint                                              | 48 861   | 50 090   | 2e    | Finale        |
| 5 | Shirley's Angels | "I Thought It Was Forever" | Robin Abrahamsson, Alexander Bard, Bobby Ljunggren, Henrik Wikström     | 20 573   | 26 933   | 4e    | Andra Chansen |
| 6 | Sebastian        | "No One Else Could"        | Andreas Alfredsson Grube, Sebastian Karlsson                            | 15 406   | 25 423   | 5e    | Éliminé       |
| 7 | Sara Varga       | "Spring för livet"         | Sara Varga, Figge Boström                                               | 23 594   | 37 278   | 3e    | Andra Chansen |
| 8 | Eric Saade       | "Popular"                  | Fredrik Kempe (c & p)                                                   | 89 175   | —        | 1er   | Finale        |

### Demi-Finale 4
La quatrième et dernière demi-finale a lieu au Malmö Arena le 26 février 2011 à Malmö.
| # | Artiste         | Chanson                       | Parolier (p) / Compositeur (c)                                             | Votes    | Votes    | Place | Resultats            |
| # | Artiste         | Chanson                       | Parolier (p) / Compositeur (c)                                             | Manche 1 | Manche 2 | Place | Resultats            |
| - | --------------- | ----------------------------- | -------------------------------------------------------------------------- | -------- | -------- | ----- | -------------------- |
| 1 | Melody Club     | "The Hunter"                  | Kristofer Östergren, Erik Stenemo, Jon Axelsson, Niklas Stenemo            | 14 954   | —        | 7e    | Éliminé              |
| 2 | Julia Alvgard   | "Better or Worse"             | Julia Alvgard, Manne Hjelm, Ola Holstad, Joar Lenz                         | 18 867   | —        | 6e    | Éliminé Web Wildcard |
| 3 | Lasse Stefanz   | "En blick och nånting händer" | Alexander Bard, Ola Håkansson, Tim Norell                                  | 32 686   | 26 355   | 5e    | Éliminé              |
| 4 | Linda Pritchard | "Alive"                       | Oscar Görres, Fredrik Kempe                                                | 24 849   | 39 092   | 4e    | Andra Chansen        |
| 5 | Anders Fernette | "Run"                         | Desmond Child, Negin Djafari, Hugo Lira, Ian-Paolo Lira, Thomas Gustafsson | 11 979   | —        | 8e    | Éliminé              |
| 6 | Linda Bengtzing | "E de fel på mig"             | Pontus Assarsson, Thomas G:son, Jörgen Ringqvist, Daniel Barkman           | 38 875   | —        | 1er   | Finale               |
| 7 | Nicke Borg      | "Leaving Home"                | Jojo Borg Larsson, Nicke Borg, Fredrik Thomander, Anders "Gary" Wikström   | 34 091   | 48 966   | 2e    | Finale               |
| 8 | Love Generation | "Dance Alone"                 | RedOne, Bilal "The Chief", Teddy Sky, AJ Junior, Jimmy Joker, BeatGeek     | 38 122   | 43 508   | 3e    | Andra Chansen        |

### Andra Chansen (Seconde Chance)
L'épreuve de la Andra Chansen (Seconde Chance) se déroule au Nordichallen à Sundsvall le 5 mars 2011. Les artistes qui participent à cette épreuve sont ceux qui ont terminé aux 3e et 4e places de chaque demi-finale. Pendant cette épreuve, il y a deux manches qui se déroulent le même jour.
Lors de la 1re manche, il y a quatre "matchs" dans lesquels participent deux artistes ou groupes lors de chaque "match". Le vainqueur de chaque "match" rencontre l'autre vainqueur d'un "match". À la fin de cette épreuve deux artistes ou groupe peuvent participer à la finale qui se déroule une semaine plus tard, le 12 mars 2011 au Ericsson Globe à Stockholm.
|  | Manche 1                                      | Manche 1                          |                                 |        | Manche 2 | Manche 2 |  |  | Qualifiés |  |
|  |                                               |                                   |                                 |        |          |          |  |  |           |  |
|  |                                               |                                   |                                 |        |          |          |  |  |           |  |
|  |                                               |                                   |                                 |        |          |          |  |  |           |  |
|  | Jenny Silver - "Something in Your Eyes"       | 32 942                            |                                 |        |          |          |  |  |           |  |
|  | Jenny Silver - "Something in Your Eyes"       | 32 942                            |                                 |        |          |          |  |  |           |  |
|  | Love Generation - "Dance Alone"               | 34 212                            |                                 |        |          |          |  |  |           |  |
|  | Love Generation - "Dance Alone"               | 34 212                            | Love Generation - "Dance Alone" | 46 639 |          |          |  |  |           |  |
|  |                                               |                                   | Love Generation - "Dance Alone" | 46 639 |          |          |  |  |           |  |
|  |                                               | Sara Varga - "Spring för livet"   | 65 713                          |        |          |          |  |  |           |  |
|  | Loreen - "My Heart is Refusing Me"            | Sara Varga - "Spring för livet"   | 65 713                          | 42 892 |          |          |  |  |           |  |
|  | Loreen - "My Heart is Refusing Me"            |                                   |                                 | 42 892 |          |          |  |  |           |  |
|  | Sara Varga - "Spring för livet"               | 54 807                            |                                 |        |          |          |  |  |           |  |
|  | Sara Varga - "Spring för livet"               | 54 807                            | Sara Varga - "Spring för livet" |        |          |          |  |  |           |  |
|  |                                               |                                   |                                 |        |          |          |  |  |           |  |
|  |                                               | The Moniker - "Oh my God!"        |                                 |        |          |          |  |  |           |  |
|  | The Moniker - "Oh my God!"                    | 63 963                            |                                 |        |          |          |  |  |           |  |
|  | The Moniker - "Oh my God!"                    | 63 963                            |                                 |        |          |          |  |  |           |  |
|  | Linda Pritchard - "Alive"                     | 40 689                            |                                 |        |          |          |  |  |           |  |
|  | Linda Pritchard - "Alive"                     | 40 689                            | The Moniker - "Oh my God!"      | 68 478 |          |          |  |  |           |  |
|  |                                               |                                   | The Moniker - "Oh my God!"      | 68 478 |          |          |  |  |           |  |
|  |                                               | Pernilla Andersson - "Desperados" | 49 559                          |        |          |          |  |  |           |  |
|  | Shirley's Angels - "I Thought It Was Forever" | Pernilla Andersson - "Desperados" | 49 559                          | 30 042 |          |          |  |  |           |  |
|  | Shirley's Angels - "I Thought It Was Forever" |                                   |                                 | 30 042 |          |          |  |  |           |  |
|  | Pernilla Andersson - "Desperados"             | 54 235                            |                                 |        |          |          |  |  |           |  |
|  | Pernilla Andersson - "Desperados"             | 54 235                            |                                 |        |          |          |  |  |           |  |

## Finale
La finale se déroule à Stockholm au Globe Arena le 12 mars 2011 et dans la finale, il y a 10 artistes qui concourent pour essayer de représenter la Suède au Concours Eurovision de la chanson en 2011. Les dix artistes se composent des deux vainqueurs des quatre demi-finales et des deux vainqueurs de l'Andra Chansen (Seconde Chance).
| #  | Artiste         | Chanson               | Parolier (p) / Compositeur (c)                                           | Votes | Votes     | Votes | Place |
| #  | Artiste         | Chanson               | Parolier (p) / Compositeur (c)                                           | Jury  | Télévotes | Total | Place |
| -- | --------------- | --------------------- | ------------------------------------------------------------------------ | ----- | --------- | ----- | ----- |
| 1  | Danny Saucedo   | "In the Club"         | Figge Boström, Peter Boström, Danny Saucedo                              | 79    | 70        | 149   | 2e    |
| 2  | Sara Varga      | "Spring för livet"    | Sara Varga, Figge Boström                                                | 23    | 27        | 50    | 9e    |
| 3  | The Moniker     | "Oh My God!"          | Daniel Karlsson                                                          | 55    | 69        | 124   | 3e    |
| 4  | Brolle          | "7 Days and 7 Nights" | Brolle (m & l)                                                           | 8     | 21        | 29    | 10e   |
| 5  | Linda Bengtzing | "E det fel på mej"    | Pontus Assarsson, Thomas G:son, Jörgen Ringqvist, Daniel Barkman         | 42    | 16        | 58    | 7e    |
| 6  | Nicke Borg      | "Leaving Home"        | Jojo Borg Larsson, Nicke Borg, Fredrik Thomander, Anders "Gary" Wikström | 20    | 37        | 57    | 8e    |
| 7  | Swingfly        | "Me and My Drum"      | Teron Beal, Patrik Magnusson, Johan Ramström, Swingfly                   | 44    | 49        | 93    | 5e    |
| 8  | Sanna Nielsen   | "I'm in Love"         | Bobby Ljunggren, Thomas G:son, Irini Michas, Peter Boström               | 75    | 39        | 114   | 4e    |
| 9  | The Playtones   | "The King"            | Fredrik Kempe, Peter Kvint (m & l)                                       | 46    | 33        | 79    | 6e    |
| 10 | Eric Saade      | "Popular"             | Fredrik Kempe (m & l)                                                    | 81    | 112       | 193   | 1er   |

### Votes

#### Jury
| Chanson               | Jury International   | Jury International   | Jury International   | Jury International  | Jury International | Jury International    | Jury International     | Jury International     | Jury International     | Jury International   | Jury International    | Total |
| Chanson               | Drapeau de la Russie | Drapeau de l'Ukraine | Drapeau de la France | Drapeau de la Grèce | Drapeau de Malte   | Drapeau de la Croatie | Drapeau de Saint-Marin | Drapeau de l'Allemagne | Drapeau du Royaume-Uni | Drapeau de l'Irlande | Drapeau de la Norvège | Total |
| --------------------- | -------------------- | -------------------- | -------------------- | ------------------- | ------------------ | --------------------- | ---------------------- | ---------------------- | ---------------------- | -------------------- | --------------------- | ----- |
| "In the Club"         | 10                   | 4                    | 10                   | 10                  | 10                 | 4                     | 6                      | 12                     | 1                      | 6                    | 6                     | 79    |
| "Spring för livet"    | 2                    | —                    | —                    | 4                   |                    | 6                     | 8                      | 1                      | 2                      | —                    | —                     | 23    |
| "Oh My God!"          | 12                   | 8                    | 8                    | 1                   | —                  | —                     | —                      | 4                      | 6                      | 8                    | 8                     | 55    |
| "7 Days and 7 Nights" | —                    | 1                    | —                    | —                   | 2                  | 1                     | —                      | —                      | —                      | —                    | 4                     | 8     |
| "E det fel på mej"    | 8                    | 2                    | 2                    | 6                   | 6                  | 12                    | 4                      | —                      | —                      | 2                    | —                     | 42    |
| "Leaving Home"        | —                    | —                    | —                    | —                   | 1                  | —                     | 10                     | 8                      | —                      | —                    | 1                     | 20    |
| "Me and My Drum"      | —                    | —                    | 1                    | —                   | —                  | —                     | 12                     | 10                     | 8                      | 1                    | 12                    | 44    |
| "I'm in Love"         | 1                    | 12                   | 6                    | 12                  | 8                  | 10                    | —                      | —                      | 4                      | 12                   | 10                    | 75    |
| "The King"            | 6                    | 6                    | 4                    | 2                   | 4                  | 2                     | 2                      | 6                      | 10                     | 4                    | —                     | 46    |
| "Popular"             | 4                    | 10                   | 12                   | 8                   | 12                 | 8                     | 1                      | 2                      | 12                     | 10                   | 2                     | 81    |

#### Télévote
| Chanson             | Jury | Nbre de votes (%) | Points | Total |
| ------------------- | ---- | ----------------- | ------ | ----- |
| In the Club         | 79   | 197 143 (14,9 %)  | 70     | 149   |
| Spring för livet    | 23   | 76 025 (5,8 %)    | 27     | 50    |
| Oh My God!          | 55   | 194 568 (14,7 %)  | 69     | 124   |
| 7 Days and 7 Nights | 8    | 57 717 (4,3 %)    | 21     | 29    |
| E det fel på mej    | 42   | 43 355 (3,2 %)    | 16     | 58    |
| Leaving Home        | 20   | 103 046 (7,8 %)   | 37     | 57    |
| Me and My Drum      | 44   | 138 004 (10,4 %)  | 49     | 93    |
| I'm in Love         | 75   | 109 630 (8,2 %)   | 39     | 114   |
| The King            | 46   | 92 505 (7 %)      | 33     | 79    |
| Popular             | 81   | 314 229 (23,7 %)  | 112    | 193   |